# Mudaliar
Mudaliares ou mudali é um título usado pelos povos pertencentes a várias castas tâmeis e que falam a língua tâmil. O apelido deriva do título honorário Mudai, que significa uma pessoa do estrato social mais elevado na sociedade feudal do dinastia Chola, geralmente usado pelo topo dos funcionários da administração e comandantes do exército.